# Métamorphose de Narcisse
La Métamorphose de Narcisse est un tableau surréaliste de Salvador Dalí, signé de 1937 et exposé à la galerie Tate Modern de Londres.

## Historique
La toile, peinte en pleine période surréaliste dans les années 1936 et 1937, représente une scène du mythe de Narcisse, dont le détail est rapporté par Ovide dans ses Métamorphoses.
Dalí présenta avec sa toile un « poème paranoïaque » de même titre et sur le même sujet, l'ensemble étant introduit par un métatexte sous forme de mode d'emploi. Selon le peintre, ce fut la première œuvre, peinture et poème, entièrement conçue selon la « méthode paranoïaque-critique ».

## Le mythe
Selon Ovide, après une rencontre avec la nymphe Écho qui n'a pu le séduire, Narcisse, chasseur d'une grande beauté, se désaltère à une eau limpide. Cependant, alors qu'il s'admire dans l'eau il tombe amoureux de son reflet « épris de son image qu'il aperçoit dans l'onde, il prête un corps à l'ombre vaine qui le captive : en extase devant lui-même, il demeure, le visage immobile comme une statue de marbre de Paros »
Incapable de se séparer de son corps, il se met à pleurer. Ses larmes troublent l'image, qui disparaît. Il se frappe alors de désespoir et, une fois l'eau redevenue calme, il contemple son reflet meurtri. Il se laisse mourir se lamentant d'un « hélas » qu'Écho répète inlassablement, jusqu'à un dernier « adieu » à laquelle la nymphe répond également. Au moment de l'enterrer, « on ne trouve à sa place qu'une fleur jaune, couronnée de feuilles blanches au centre de sa tige. »

## L'œuvre
Selon Rosa Maurell, si le Dieu des neiges est présent, d'après le poème, dans les montagnes à l'arrière-plan, la scène se passe cependant au printemps, saison des narcisses. Le peintre exploite une image double issue de sa méthode paranoïaque critique en représentant selon le sens de lecture latin l'état qui précède la transformation de Narcisse à gauche et celui qui lui succède à droite. À gauche, le personnage aux contours imprécis se reflète dans l'eau. Il est courbé et sa tête est posée sur ses genoux, attendant la mort. À droite, figure le double après sa transformation. Le personnage devient une main fine et pierreuse qui sort de terre. Elle porte sur ses trois doigts réunis un immense œuf d'où sort un narcisse. L'ongle comme l'œuf sont brisés et le groupe est représenté dans un gris cadavérique et pierreux sur lequel montent des fourmis, symboles de putréfaction.
Au centre et à l'arrière-plan, est représenté ce que Dalí définit dans le poème comme un « groupe hétérosexuel en état d'attente ». C'est un groupe d'hommes et de femmes nus qui auraient été éconduits par Narcisse. Il s'agit selon Dalí d'un Hindou, d'un Catalan, d'un Allemand, d'un Russe, d'un Américain, d'une Suédoise et d'une Anglaise.
Une autre interprétation a été donnée par Maria Tsakiroglou, qui considère la transformation inverse. La main à droite est l'état initial. À gauche, décalé par translation, figure le peintre Dali, dans un double de cette image. Ce groupe se métamorphose en un personnage assis et penché se mirant dans une eau figée et qui figure le Narcisse du mythe d'Ovide. Les couleurs sont chaudes, dorées et douces. Dali dit de ce personnage que « lorsqu'on le regarde avec insistance, il commence lui aussi à se fondre dans les rochers rouges et dorés ».
On a proposé une autre interprétation encore, selon laquelle, lointain écho au Grand Masturbateur achevé six ans plus tôt,  la figure de droite représente ce que regarde le premier avatar, à savoir sa propre main.

## Expositions
- 2008-2009 : La fondation Gala-Salvador Dalí a présenté le 6 octobre 2008 sous la coupole du Théâtre-musée Dalí de Figueras, la Métamorphose de Narcisse, prêtée par la Tate Modern de Londres à laquelle elle appartient depuis 1979. Cette toile est restée visible dans la salle Dalí d’Or (nº 6) du Théâtre-musée jusqu'au 28 janvier 2009. Elle était exposée pour la première fois aux côtés du manuscrit du poème homonyme écrit par Salvador Dalí.
- 2012-2013 : L’œuvre est restée exposée du 21 novembre 2012 au 25 mars 2013 à l'occasion de l'exposition Dalí organisée par le Centre Georges-Pompidou[7].